# گله اشتری
گله اشتری، روستایی از توابع بخش مرکزی شهرستان حاجی‌آباد در استان هرمزگان ایران است.

## جمعیت
این روستا در دهستان درآگاه قرار دارد و براساس سرشماری مرکز آمار ایران در سال ۱۳۸۵، جمعیت آن ۷۴ نفر (۲۳خانوار) بوده‌است.